# Мартин Ван Бюрън
Мартин Ван Бюрън (5 декември 1782 – 24 юли 1862), по прякор Old Kinderhook, е осмият президент на САЩ (1837 – 1841). Той е първият президент, роден след подписването на Декларацията за независимост на САЩ, и е основоположник на Демократическа партия. Също така е първият президент, роден в Съединените американски щати (а не в английска колония), и единственият, чийто майчин език е холандският.

## Биография

### Произход, образование, адвокатска кариера
Мартин Ван Бюрън е роден в селцето Киндерхук, Ню Йорк, на 20 мили от Олбани, столицата на щата. Неговият прапрапрадядо Корнелис идва в Новия свят през 1631 г. от Холандия. Бащата на Мартин – Ейбрахам Ван Бюрън (1737– 1817), е бил фермер и популярен съдържател на кръчма. Майка му Мария Хьос (1747– 1817) е имала деца и от предходен брак.
Образованието на Мартин е било ограничено до това, което може да се получи от обикновените обществени училища и Академията Кинедерхук. През 1796 г. започва да изучава право, като завършва обучението си в Ню Йорк през 1802 г. при известния адвокат Уилям Литър Ван Нес, който е и секундант на Аарон Бър при дуела му с Александър Хамилтън. Ван Бюрън се запознава с Бър, но не попада под негово влияние. През 1803 г. взима успешно изпита си за адвокат и това дава началото на една 25-годишна кариера.
Практиката го прави финансово независим и това му дава възможност да влезе в политическия живот, който в Ню Йорк след 1800 година е особено тежък и свързан с лични нападки. Това е времето, когато Томас Джеферсън е избран за президент, и когато Федералистката партия се разпада. Републиканската партия е разделена на три фракции: първата е водена от Джордж Клинтън (а впоследствие от племенника му Де Уит Клинтън), втората е начело с Роберт р. Ливингстън, а третата се води от Аарон Бър. Федералистите управляват заедно с една от тези фракции. Отначало Ван Бюрън става последовател на клинтонистите. През 1812 г. влиза в щатския Сенат и става член на Съда за поправяне на грешките – най-висшата съдебна институция в Ню Йорк до 1847 г.

### Ранна политическа кариера
Кариера му в Сената на Ню Йорк обхваща два мандата – 1812 до 1820 г. През 1815 г. става щатски главен прокурор – пост, който държи до 1819 г., когато е принуден да напусне, за да направи място за федералист. След като през 1808 г. се е преместил от Киндерхук в Хъдсън и е получил жителство в Алабани, той влиза в кабинета на Джаксън през 1829 г.
Като член на щатския Сенат той е поддръжник на Войната от 1812 г. и създава закон за записването на доброволци в армията. Той е избран да напише благодарствена резолюция до генерал Андрю Джаксън след битката при Ню Орлеанс. През 1813 г. къса отношенията си с де Уит Клинтън, което не му пречи да подкрепи плана му за канала на река Ери. През януари 1820 г. става ясно, че е противник на робството, след като гласува с отрицателен вот резолюцията за приемането на Мисури за робски щат. Същата година е избран за участник в електоралната комисия за избор на президент и точно тогава се създава връзката между Ван Бюрън и политическата машина. Той става участник в т.нар. Управление на Албани, което се състои от група влиятелни мъже, упражняващи контрол върху политиката на Ню Йорк за повече от поколение, а от там и на националната политика. Те дават възможност на системата за заемане на постове „по заслуги“ да се разпространи. Ван Бюрън не участва пряко в създаването на тази система, но си спечелва прякора „Малкия магьосник“ за начина, по който я прилага.
През февруари 1821 г. е избран за Сената на САЩ, като преди това е член на щатския конституционен конвент, в който се противопоставя на универсалното избирателно право. Поведението му в Сената не е особено последователно. Първоначално подкрепя реформирането на държавната администрация и дори предлага промяна на конституцията в тази насока, но на следващата година се обявява против. Гласува за тарифите от 1824 г., но след това постепенно изоставя протекционистката позиция.
На президентските избори през 1824 г. е силен поддръжник на Уилям Крауфорд и получава електоралния глас на Джорджия за вицепрезидент, но впоследствие хитро избягва възникналите противопоставяния около избирането на Джон Куинси Адамс за президент, тъй като от рано вижда президентския потенциал на Андрю Джаксън.
След изборите Ван Бюрън работи за обединението на последователите на Джаксън и Крауфорд и така затвърдява позицията си на партиен лидер в Сената. Известен с вежливото си отношение към опонентите си, той не показва никакво огорчение спрямо Джон Куинси Адамс или Хенри Клей, като дори гласува в полза на последния за утвърждаването му като Държавен секретар, въпреки обвиненията за корупция. По същото време гласува против реформирането на държавната администрация и отказва да подкрепи предложението за Панамския Конгрес. Като председател на юридическата комисия той прокарва редица мерки за усъвършенстване на правната система.
Ван Бюрън не е особено известен оратор, но прегледът на важните му речи показва внимателна подготовка – мнението му е било високо ценено. Често повтаряното обвинение, че е отказвал да вземе позиция по решаващите въпроси, трудно може да се обори при един внимателен преглед на действията му в Сената. През февруари 1827 г. е преизбран за сенатор с голямо мнозинство. Превръща се в един от известните поддръжници на Джаксън и предприема обиколки в негова полза във Вирджиния, Каролина и Джорджия, като освен това осигурява подкрепата на Крауфорд за Джаксън.
През 1828 г. Ван Бюрън е избран за губернатор на Ню Йорк и подава оставка от Сената. На 5 март 1829 г. е посочен от Джаксън за Държавен секретар – пост, който явно му е бил обещан преди изборите, и той напуска губернаторството.

### Държавен секретар
Като Държавен секретар Ван Бюрън прави всичко необходимо да поддържа добри отношения с „кухненския кабинет“ – група от политици, които са съветници на Джаксън, и печели уважението на президента с подкрепата си за г–жа Пеги Итън, жената на военния министър, която е била изолирана от другите жени на служителите в кабинета. Ван Бюрън не се противопоставя на Джаксън за масовите уволнения в администрацията, макар и сам да не се възползва от назначаването „по заслуги“. Едновременно с това остро протестира срещу назначението на Самюел Суартуот, който впоследствие банкрутира. Ловко избягва и намесата в обтегнатите отношения между Джаксън и неговия вицепрезидент Калхун.
По време на участието в кабинета на Ван Бюрън не възникват дипломатически въпроси от особена тежест, но е подготвено уреждането на стоящите от дълго време на дневен ред претенции срещу Франция, и започва търговията с Британските западноиндийски колонии. При противоречията около Банката на САЩ той подкрепя Джаксън. След разрива между Джаксън и Калхун, Ван Бюрън се превръща в най-сигурния кандидат за вицепрезидент.
През декември 1829 г. Джаксън съобщава, че желанието му е Ван Бюрън да получи номинацията. През април 1831 г. Ван Бюрън подава оставка, но не напуска офиса до юни. През август е назначен за пълномощен министър в Англия и пристига в Лондон през септември. Получава топъл прием при британското правителство, но през февруари научава, че назначението му в Лондон е отхвърлено от Сената. Това привидно става заради инструкциите, които Ван Бюрън дава на Луис Маклейн, тогавашният пълномощен министър в Англия, които се отнасят за преговорите за търговия със Западна Индия. В тези инструкции се правят препратки към президентските избори от 1828 г. и всъщност са създадени от Калхун. Когато се стига до равенство в гласовете в Сената, Калхун ги използва като повод да пусне решаващия глас срещу назначението на Ван Бюрън за пълномощен министър. Едва ли има по-добро „отмъщение“, защото решението дава изключителен тласък на кандидатурата на Ван Бюрън за вицепрезидентския пост.
След кратко пътуване в Европа, Ван Бюрън пристига в Ню Йорк на 5 юли. През май Конвентът на Демократическата партия (първият такъв, провеждан от партия) го номинира за вицепрезидентския пост от екипа на Джаксън, въпреки силната опозиция, която среща от много щати. Няма одобрена програма – разчитало се е на изключителната популярност на Джаксън за спечелването на изборите. По време на кампанията Джаксън се изказва мъгляво за тарифите и отрицателно за Американската Банка и обезсилването на Андрю Джаксън, но вече си е осигурил подкрепата на Юга като е отказал правото на Конгреса да премахне робството в Окръг Колумбия без предварителното съгласие на робските щати.
По време на президентската кампания на Ван Бюрън Демократическата партия популяризира прякора му „Стария Киндерхук“ (Old Kinderhook) и абревиатурата „ОК“, създават се клубове на поддръжници с името „ОК клубове“, като някои смятат, че това е едно от обясненията за произхода на израза „ОК“ (О'Кей).
На изборите през 1832 г. той получава 189 електорални гласа за вицепрезидент, докато Джаксън получава 219 за президент. Джаксън решава, че през 1836 г. Ван Бюрън трябва да е следващият президент, и влага цялата си енергия за постигането на тази цел. През май 1835 г. Ван Бюрън е номиниран единодушно от Конвента на Демократическата партия, проведен в Балтимор.

### Президентство
Ван Бюрън обявява намерението си да следва „стъпките на своя прославен предшественик“, назначава отново целия предишен кабинет (с изключение на един член) и приема с държавническа твърдост търговската криза от 1837 г., която е била предречена година по-рано. Нито опитът или смелостта му, нито дори „най-умелото манипулиране с политическата машина на партията“ успяват да намалят разпространяващата се враждебност срещу него и методите му. Щатските избори през 1837 и1838 г. са провал за демократите и частичното възстановяване на партията от 1839 г. е спряно от нова търговска криза, възникнала същата година. Въпреки всичко Ван Бюрън получава номинация за втори мандат от Демократическата партия през 1840 г.
Сочен като „северняк с южняшки принципи“, той често е ставал обект на атаки по време на кампанията и е наричан с прякора „Мартин Ван Руин“ (Martin Van Ruin) (от англ. „ruin“ – гибел, разруха). Всичко това естествено води до липсата на значителен ентусиазъм сред избирателите. Несъгласието с политиката на демократите става повече от явно, но изследване на популярния вот показва, че изборът на Уилям Хенри Харисън от партията на Вигите, едва ли може да се определи като революция.
След изтичането на мандата му Ван Бюрън се оттегля в имението си Линденвалд, близо до град Киндерхук, но не се отказва от политическия живот и не престава да бъде фигура с национална значимост. Дори има предложение да бъде избран за член а Върховния съд, само и само да бъде изолиран от политиката. У него е имало сериозна увереност, че ще бъде номиниран за президент на изборите през 1844 година. Едва когато става абсолютно сигурно, че ще търси номинация за изборите, се дава гласност на негово писмо, в което той се противопоставя на включването на Тексас в Съюза. Това писмо става основната причина за загубата на номинацията. Въпреки че по време на Конвента на Демократическата партия той спечелва мнозинството от гласове, все пак не успява да получи нужните две трети за номинация и след осем гласувания се оттегля окончателно.
През 1848 г. пак е номиниран от две фракции на Демократическата партия, но не печели електоралния вот. На изборите през 1860 г. гласува за обединения екип на партията от Ню Йорк, за да има стабилна опозиция на кандидатурата на Ейбрахам Линкълн, но впоследствие не одобрява курса на президента Бюкенън за независимост на щатите и подкрепя Линкълн.
Мартин Ван Бюрън умира от бронхиална астма и сърдечна недостатъчност в имението си Линденвалд на 24 юли 1862 г. Последните му думи са „Винаги има едно упование …“ Погребан е в гробището Киндерхук.

## Любопитни факти
Ван Бюрън има няколко прякора през своя живот, включително „Мартин Ван Руин“, „Демократа от колибите“, „Малкия магьосник“. Един от най-известните му прякори е Стария Киндерхук, за който се твърди, че дава началото на израза „О'Кей“.

## За него
- Alexander, Holmes. The American Talleyrand: Martin Van Buren.   1935.
- Cole, Donald B (2004 rpt.). Martin Van Buren and the American Political System.
- Curtis, James C. The Fox at Bay: Martin Van Buren and the Presidency, 1837 – 1841.   Lexington, University Press of Kentucky, 1970. ISBN 978-0-8131-1214-5.
- Derthick, Martha. Dilemmas of Scale in America's Federal Democracy.   Cambridge University Press, 13 юни 1999. ISBN 978-0-521-64039-8. Посетен на 2 март 2015.
- Gammon, Samuel Rhea. The Presidential Campaign of 1832.   Baltimore, Johns Hopkins Press, 1922.
- Henretta, James A. Martin Van Buren //  The American Presidency.   Boston, Houghton Mifflin Company, 2004. ISBN 0-618-38273-9. с. 103 – 114.
- Holt, Michael F. The Rise and Fall of the American Whig Party: Jacksonian Politics and the Onset of the Civil War.   New York, Oxford University Press, 1999. ISBN 978-0-19-505544-3.
- Lynch, Denis Tilden. An Epoch and a Man: Martin Van Buren and His Times.   New York, H. Liveright, 1929.
- Niven, John. Martin Van Buren: The Romantic Age of American Politics.   New York, Oxford University Press, 1983. ISBN 978-0-19-503238-3.
- Schouler, James. History of the United States of America: 1831 – 1847. Democrats and Whigs. Т. 4.   Washington, D.C., W. H. Morrison, 1889.
- Silbey, Joel H. Party Over Section: The Rough and Ready Presidential Election of 1848.   Lawrence, Kansas, University Press of Kansas, 2009. ISBN 978-0-7006-1640-4.
- Silbey, Joel H. A Companion to the Antebellum Presidents 1837 – 1861.   Wiley, 2014. ISBN 9781118609293. с. 109 – 154.